# Fémes hársfacincér
A fémes hársfacincér (Stenostola dubia) a cincérfélék családjába tartozó, Európában honos, lombos fákon élő bogárfaj. 

## Megjelenése
A fémes hársfacincér testhossza 8-14 mm. Testalkata karcsú, az előhát oldalai egyenesek; szárnyfedőinek oldalvonalai szinte végig párhuzamosak. Szárnyfedőik kissé fémzölden ragyogó feketéskék színűek, erősen fénylők, felületük durván pontozott. A mellvég oldallemezének fehér szőrszegélye keskeny. Felülete finom, lesimuló fehéresszürke szőrökkel, a fej, az előtor és a szárnyfedők töve sűrűbben, vége felé ritkábban felálló, hosszú szőrözettel fedett. A pajzsocska, az előtor oldalán 1-1 hosszanti sáv, a szemek szegélye többnyire sűrűbb fehér szőrökkel borított.

### Hasonló fajok
Az ólomszürke hársfacincérrel lehet összetéveszteni. 

## Elterjedése és életmódja
Európában honos az Ibériai-félszigettől Nyugat-Oroszországig, illetve a Kaukázusig). Magyarországon ritka, a hegy- és dombvidékek lakója; többek között Budapest, Esztergom, Zirc, Siófok, Pécs környékén ismertek állományai. 
Lárvája különféle lombos fák (főleg hárs, de tölgy, kőris, szil, dió, fűz, éger, nyár, gesztenye, mogyoró, stb.) elhalt vastag ágaiban, vékonyabb törzsében (max. 20 cm átmérőjű) él. Fejlődése egy-két évig tart. A kéregben rágja galériáit és a szijács többnyire érintetlen marad (kivéve nagyon vékony kéreg esetén). Bábkamráját a fába rágja és tavasszal bebábozódik. Az imágó májustól júliusig rajzik, a tápnövény leveleit és vékony kérgét rágcsálja. 

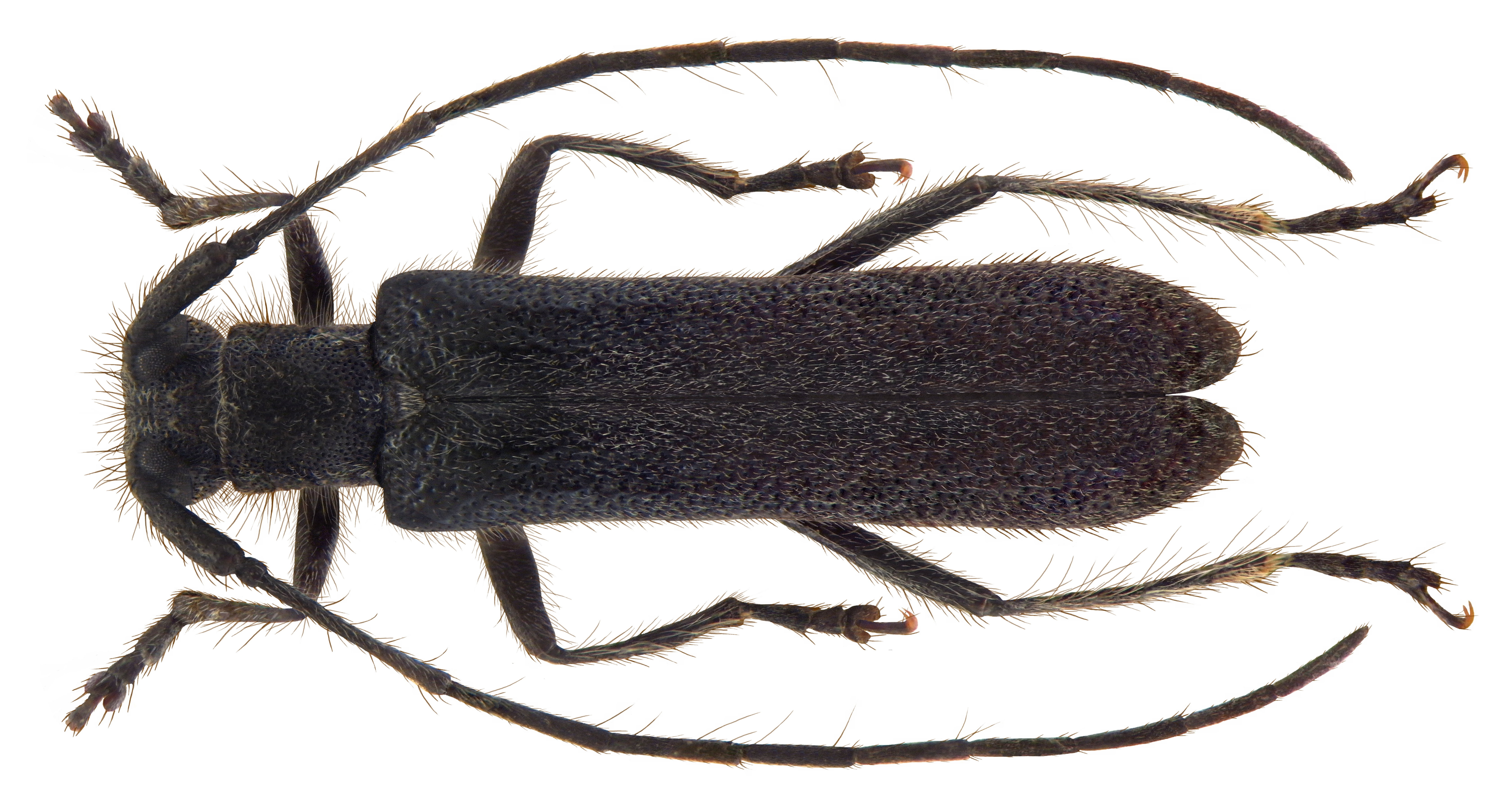
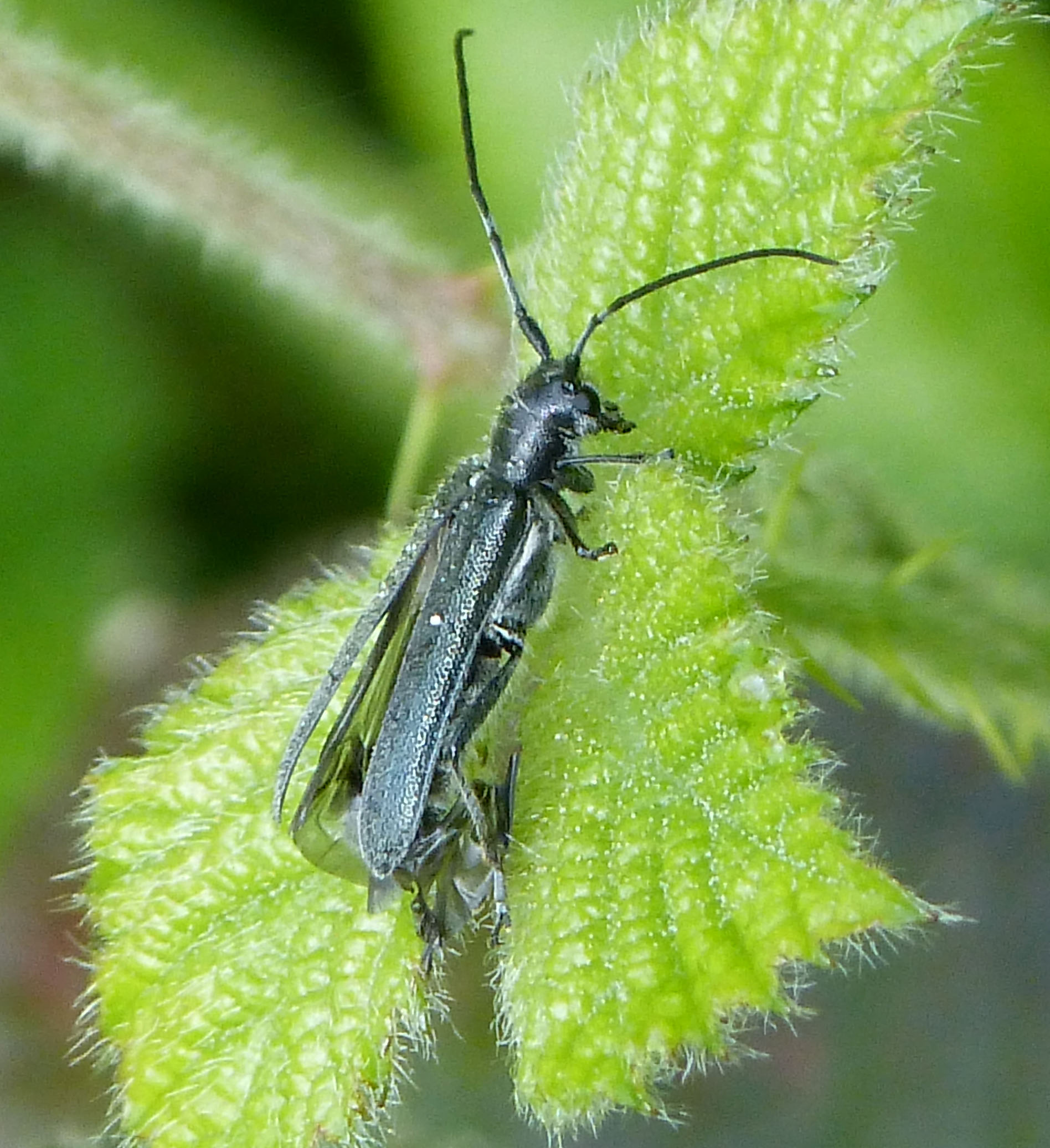
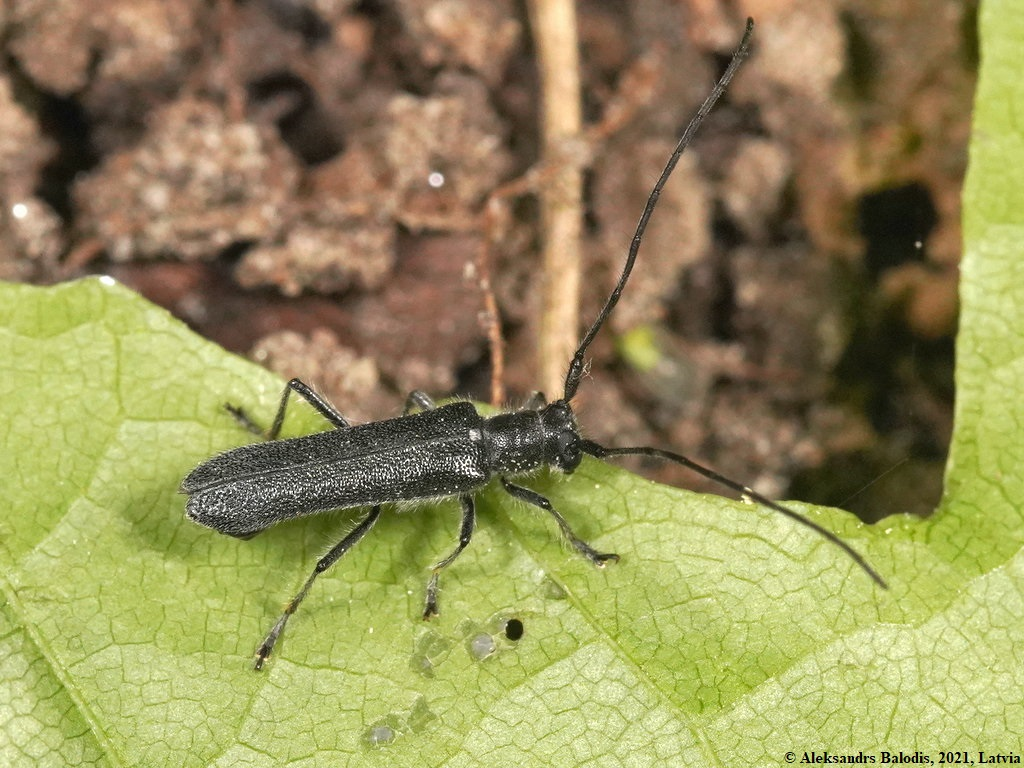
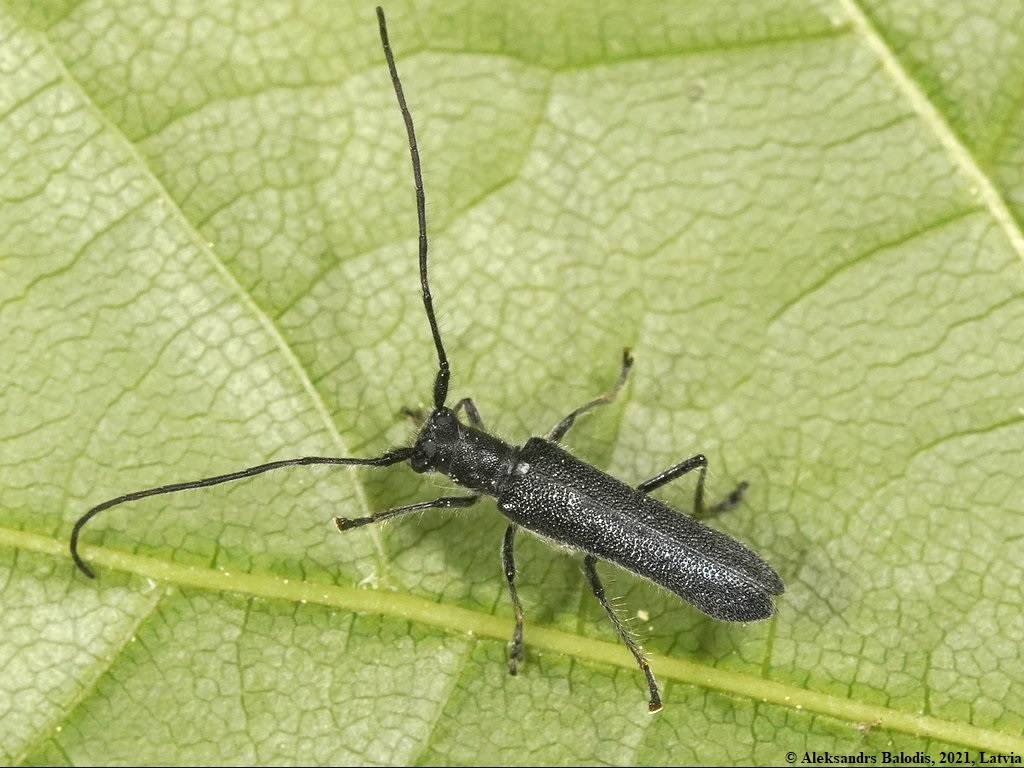
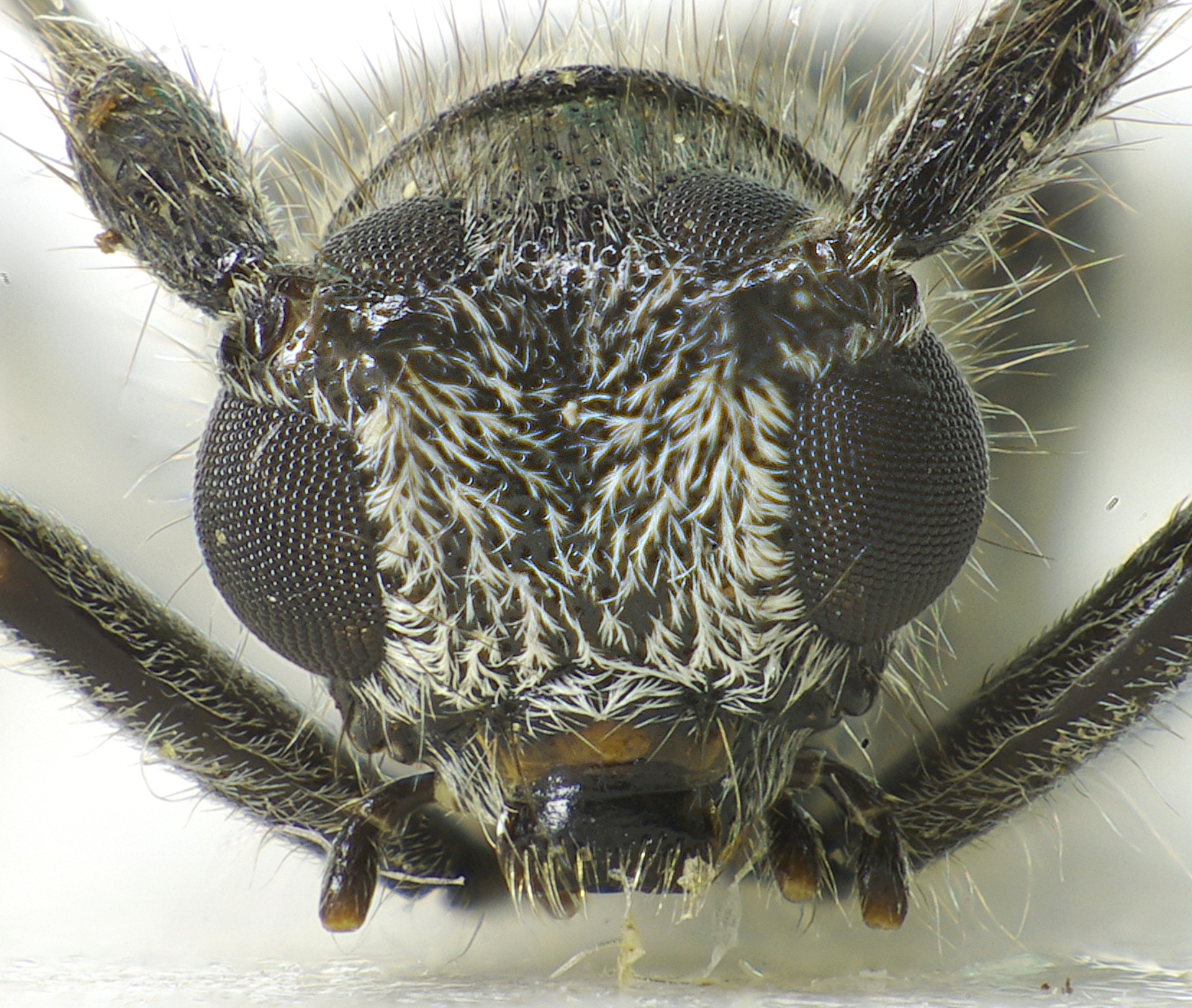

Magyarországon nem védett.